# SM the Performance
SM The Performance es una boyband de Corea del Sur formada por SM Entertainment en 2012. El grupo hizo su primera aparición en el Gayo Daejun el 29 de diciembre de 2012.[cita requerida] Los integrantes son miembros de otros grupos de S.M Entertainment ellos son Yunho (TVXQ), Eunhyuk (Super Junior), Donghae (Super Junior), Lay (EXO-M), Minho (SHINee), Taemin (SHINee) y Kai (EXO-K).

## Historia
El grupo hizo su primera aparición en SBS Gayo Daejeon el 29 de diciembre de 2012, con una coreografía de la canción  «Spectrum» en colaboración con Zedd e interpretada por Yunho, Eunhyuk, Donghae, Taemin, Minho, Kai y Lay. La coreografía fue creada por Tabitha y Napoleon D'umo, que han colaborado con Christina Aguilera, BoA en  «Only One» y TVXQ en «Humanoids». La canción se publicó como sencillo al siguiente día, debutando en el puesto 43 de Gaon Digital Chart. El grupo actuó en SM Town Live World Tour III en Tokyu el 26 y 27 de octubre de 2013.
En febrero de 2017, S.M. Entertainment anunció el regreso del grupo después de estar inactivo durante cuatro años, como parte de la segunda temporada del proyecto musical SM Station. A principios de abril se presentó formalmente a Ten de NCT como miembro del grupo. La canción «Dream In A Dream» fue lanzada el 7 de abril como parte del proyecto de SM Station, siendo promocionada como la canción en solitario de Ten y la canción del grupo.

## Miembros
| Integrantes      | Integrantes      | Integrantes                 | Integrantes            | Integrantes                      | Integrantes                                   | Integrantes  |
| Nombre artístico | Nombre artístico | Nombre de nacimiento        | Nombre de nacimiento   | Fecha de nacimiento              | Lugar de nacimiento                           | Grupo        |
| Romanización     | Hangul           | Romanización                | Hangul Hanja Tailandés | Fecha de nacimiento              | Lugar de nacimiento                           | Grupo        |
| ---------------- | ---------------- | --------------------------- | ---------------------- | -------------------------------- | --------------------------------------------- | ------------ |
| Yunho            | 윤호             | Jung Yun Ho                 | 정윤호                 | 6 de febrero de 1986 (39 años)   | Gwangju, Provincia de Gyeonggi, Corea del Sur | TVXQ         |
| Eunhyuk          | 은혁             | Lee Hyuk Jae                | 이혁재                 | 4 de abril de 1986 (38 años)     | Goyang, Provincia de Gyeonggi, Corea del Sur  | Super Junior |
| Donghae          | 동해             | Lee Dong Hae                | 이동해                 | 5 de octubre de 1986 (38 años)   | Mokpo, Jeollanam, Corea del Sur               | Super Junior |
| Lay              | 레이             | Zhāng Yìxīng                | 張藝興                 | 7 de octubre de 1991 (33 años)   | Changsha, Hunan, China                        | EXO          |
| Minho            | 민호             | Choi Min Ho                 | 최민호                 | 9 de diciembre de 1991 (33 años) | Incheon, Corea del Sur                        | SHINee       |
| Taemin           | 태민             | Lee Tae Min                 | 이태민                 | 18 de julio de 1993 (31 años)    | Seúl, Corea del Sur                           | SHINee       |
| Kai              | 카이             | Kim Jong In                 | 김종인                 | 14 de enero de 1994 (31 años)    | Suncheon, Jeolla del Sur, Corea del Sur       | EXO          |
| Ten              | 텐               | Chittaphon Leechaiyapornkul | ชิตพล ลี้ชัยพรกุล           | 17 de febrero de 1996 (29 años)  | Bangkok, Tailandia                            | NCT          |

## Discografía
| Título                               | Año  | Mejores posiciones | Mejores posiciones | Ventas              | Álbum     |
| Título                               | Año  | COR Gaon           | US World           | Ventas              | Álbum     |
| ------------------------------------ | ---- | ------------------ | ------------------ | ------------------- | --------- |
| «Spectrum» (con Zedd)                | 2012 | 43                 | —                  | - COR (DL): 58 298+ | Sin álbum |
| «Dream In A Dream» (夢中夢 / 몽중몽) | 2017 | —                  | 5                  | - US: 1 000+        | Sin álbum |